# Comuna Buzînove, Ivanivka
Buzînove (în ucraineană Бузинове) este o comună în raionul Ivanivka, regiunea Odesa, Ucraina, formată din satele Balanînî, Buzînove (reședința), Nîjnii Kuialnîk, Prohorove și Verhnii Kuialnîk.

## Demografie
Componența lingvistică a comunei Buzînove
     Ucraineană (87,7%)
     Rusă (5,3%)
     Bulgară (4,76%)
     Română (1,41%)
     Alte limbi (0,34%)
Conform recensământului din 2001, majoritatea populației comunei Buzînove era vorbitoare de ucraineană (87,7%), existând în minoritate și vorbitori de rusă (5,3%), bulgară (4,76%) și română (1,41%).